# Teoria plam na słońcu
Teoria plam na słońcu – pierwsza z teorii cyklu koniunkturalnego wysunięta przez Jevonsa. Ten ekonomista, bazując na ówczesnej wiedzy agrotechnicznej uznał iż pojawienie się większej liczby plam na Słońcu powoduje okresy nieurodzaju. Spowodowane tym zakłócenia normalnej pracy gospodarki oddziaływają na przemysł powodując w nim zmiany w rytmie produkcji. W rezultacie mamy do czynienia z cyklem koniunkturalnym spowodowanym działaniem praw przyrody.